# Episodi di Homeland - Caccia alla spia (quarta stagione)
La quarta stagione della serie televisiva Homeland - Caccia alla spia (Homeland), composta da 12 episodi, è stata trasmessa in prima visione assoluta negli Stati Uniti d'America dal canale via cavo Showtime dal 5 ottobre al 21 dicembre 2014.
In Italia, la stagione è stata trasmessa in prima visione in contemporanea con gli Stati Uniti dal 17 ottobre al 26 dicembre 2014 sul canale satellitare Fox. È stata trasmessa in chiaro dal 16 dicembre 2018 al 13 gennaio 2019 sul 20.
Il cast principale di questa stagione è formato da: Claire Danes, Rupert Friend, Nazanin Boniadi, Laila Robins, Tracy Letts e Mandy Patinkin. Damian Lewis, Sarita Choudhury e F. Murray Abraham ricompaiono come guest star.
| n° | Titolo originale                | Titolo italiano        | Prima TV USA     | Prima TV Italia  |
| -- | ------------------------------- | ---------------------- | ---------------- | ---------------- |
| 1  | The Drone Queen                 | La regina dei droni    | 5 ottobre 2014   | 17 ottobre 2014  |
| 2  | Trylon and Perisphere           | Una madre imperfetta   | 5 ottobre 2014   | 17 ottobre 2014  |
| 3  | Shalwar Kameez                  | Blocco totale          | 12 ottobre 2014  | 24 ottobre 2014  |
| 4  | Iron in the Fire                | Il coordinatore        | 19 ottobre 2014  | 31 ottobre 2014  |
| 5  | About a Boy                     | La confessione         | 26 ottobre 2014  | 7 novembre 2014  |
| 6  | From A to B and Back Again      | Operazione Haqqani     | 2 novembre 2014  | 14 novembre 2014 |
| 7  | Redux                           | Lo scudo umano         | 9 novembre 2014  | 21 novembre 2014 |
| 8  | Halfway to a Donut              | Scambio di prigionieri | 16 novembre 2014 | 28 novembre 2014 |
| 9  | There's Something Else Going On | L'agguato              | 23 novembre 2014 | 5 dicembre 2014  |
| 10 | 13 Hours in Islamabad           | 13 ore a Islamabad     | 7 dicembre 2014  | 19 dicembre 2014 |
| 11 | Krieg Nicht Lieb                | La bomba               | 14 dicembre 2014 | 26 dicembre 2014 |
| 12 | Long Time Coming                | Il funerale            | 21 dicembre 2014 | 26 dicembre 2014 |

## La regina dei droni
- Titolo originale: The Drone Queen
- Diretto da: Lesli Linka Glatter
- Scritto da: Alex Gansa

### Trama
Pochi mesi dopo la morte di Nicholas Brody ed in qualità di madre single, Carrie lavora come capo stazione a Istanbul quando, dopo che si è momentaneamente distaccata presso il centro antiterrorismo della CIA a Kabul, il suo omologo a Islamabad Sandy Bachman la informa della posizione di Haissam Haqqani, un obiettivo prioritario in quanto importante comandante dei talebani, in un territorio tribale nella zona confinante del Waziristan. Carrie ordina allora un attacco aereo su una fattoria ma l'operazione diventa un fiasco quando si scopre che 40 civili sono stati uccisi mentre si stava svolgendo una festa nuziale. Un sopravvissuto all'attacco aereo, Aayan Ibrahim, dopo aver perso l’intera famiglia, torna alla facoltà di medicina ancora molto spaventato nonostante cerchi di rimettersi sui libri assieme alla sua ragazza Kiran e al suo amico Rahim ma non sa che, in quanto nipote del terrorista, è sorvegliato dalla CIA via satellite. Tuttavia, per smentire la versione ufficiale fornita all'opinione pubblica dall’ambasciatrice Martha Boyd, Rahim fa caricare su Internet da suo cugino e senza il permesso di Aayan il video dell'attacco dal suo cellulare. Di conseguenza, la diffusione di un evidente danno collaterale nel corso di un'operazione segreta crea un incidente diplomatico tra gli Stati Uniti e il Pakistan e come se non bastasse Sandy, indicato come il principale responsabile nell'aver fornito informazioni cruciali per compiere l'attacco dopo che la sua foto è stata diffusa in qualche modo sulla TV locale, si trova bloccato per le strade a causa dei numerosi tumulti per poi essere riconosciuto ed inseguito. Il direttore Lockhart incarica pertanto Carrie di raggiungere Peter Quinn allo scopo di organizzare una missione di soccorso ma, quando sembrano riuscire a mettersi in salvo a bordo di un'auto, essi vengono accerchiati da una folla inferocita: Sandy viene trascinato fuori dalla macchina e poi linciato a morte mentre Carrie e Quinn riescono a fuggire per un soffio e devono fare rapporto all’ambasciatrice Boyd sull'accaduto. Presso il Dipartimento della difesa degli Stati Uniti d'America Saul è impegnato, in qualità di responsabile per la sicurezza di una compagnia militare privata, in un incontro assieme al suo capo con numerosi alti ufficiali, nel corso del quale critica la strategia militare in Afghanistan definendola troppo breve e frammentata ma quando poi torna a casa da sua moglie Mira, cerca senza successo di contattare Carrie in quanto preoccupato per la situazione che si è venuta a creare.
- Durata: 49 minuti
- Guest star: Suraj Sharma (Aayan Ibrahim), Amy Hargreaves (Maggie Mathison), Sarita Choudhury (Mira Berenson), Alex Lanipekun (Hank Wonham), Patrick St. Esprit (Aaron Gage), Akshay Kumar (Rahim), Shavani Seth (Kiran) e Corey Stoll (Sandy Bachman).
- Ascolti USA: telespettatori 1 610 000[3]

## Una madre imperfetta
- Titolo originale: Trylon and Perisphere
- Diretto da: Keith Gordon
- Scritto da: Chip Johannessen

### Trama
Nel momento in cui la salma di Sandy viene rimpatriata per i solenni funerali, Carrie e Quinn vengono richiamati dal direttore della CIA Lockhart che, ormai sotto la pressione del Dipartimento di Stato degli Stati Uniti d'America che desidera aprire un’inchiesta ufficiale, vuole usare Carrie in modo permanente a Langley quando lei invece vorrebbe tornare a Islamabad per chiarire il contesto del linciaggio. Carrie pertanto si rivolge ad un altro agente, Jordan Harris, ormai ricollocato senza un valido motivo presso l’archivio centrale, il quale le rivela che venne richiamato dal servizio proprio perché aveva scoperto che il direttore Lockhart era a conoscenza del fatto che Sandy stesse scambiando segreti di Stato con informazioni su potenziali bersagli per i droni. Con in mano le prove di una grave falla nella sicurezza che Lockhart voleva insabbiare, Carrie riesce dunque a ricattarlo con successo per farsi rimandare in Pakistan in qualità di nuovo capo stazione all'interno dell'ambasciata. Con grande dispiacere di sua sorella Maggie, a cui nasconde la vera ragione del suo nuovo viaggio, Carrie si ritrova a dover affrontare i suoi sentimenti ambivalenti verso la maternità per poi dover lasciare di nuovo sua figlia Franny con lei. Quinn invece appare il più traumatizzato dagli eventi recenti, diventa violento dopo aver cominciato ad alzare il gomito e viene temporaneamente detenuto dopo una futile rissa da bar per le offese rivolte contro la sua proprietaria di casa, con la quale ha nel frattempo instaurato un rapporto intimo. Aayan viene rintracciato all’università da una troupe di giornalisti e pertanto si deve recare in autobus dai genitori di Kiran per lasciarle in custodia una borsa ma poi una volta tornato al campus, viene svegliato e praticamente costretto sotto la minaccia di violenze fisiche a smettere di girare video e rilasciare interviste.
- Durata: 49 minuti
- Guest star: Suraj Sharma (Aayan Ibrahim), Amy Hargreaves (Maggie Mathison), Adam Godley (Jordan Harris), Emily Walker (Proprietaria), Akshay Kumar (Rahim), Shavani Seth (Kiran) e F. Murray Abraham (Dar Adal).
- Ascolti USA: telespettatori 1 610 000[3]

## Blocco totale
- Titolo originale: Shalwar Kameez
- Diretto da: Lesli Linka Glatter
- Scritto da: Alexander Cary

### Trama
Dal momento che non può essere sicura di chi fidarsi durante le sue indagini, Carrie decide di tenere all’oscuro delle sue intenzioni all’interno dell'ufficio anche il suo vice, ovvero l’agente John Redmond, che si è dimostrato piuttosto indisponente per la mancata promozione a capo stazione. Contemporaneamente la donna anticipa di sua iniziativa un consiglio datole da Saul, che nel frattempo è arrivato all’ambasciata per gestire la sicurezza privata, e crea un secondo gruppo investigativo segreto assieme a Max e Fara, tuttavia sprovvisti ancora di adeguate coperture nel paese. Carrie chiede a Fara di fingersi una giornalista per reclutare Aayan ma il ragazzo è ancora troppo scosso per collaborare e allora Carrie decide di attirarlo in una toilette di un bar, fingendo di stare male, con la promessa di fargli continuare gli studi di medicina a Londra in cambio della sua versione della storia. Nel frattempo, la CIA sospetta che Quinn soffra di un serio disturbo post-traumatico da stress e Dar Adal teme che possa divulgare informazioni riservate legate al suo lavoro. Dopo aver avuto un brusco alterco con quest'ultimo, che si è intanto accorto dei sentimenti che prova per Carrie, Quinn continua a rivedere ossessivamente le registrazioni video che mostrano l'assassinio di Sandy. Alla fine nota un uomo sospetto ai margini della folla concludendo poi, dopo aver rivisto quel frangente al rallentatore assieme a Carrie, che l'omicidio era stato in qualche modo premeditato dai servizi segreti pakistani e dunque non può far altro che cedere alle insistenti suppliche della donna nel richiamarlo in servizio.
- Durata: 49 minuti
- Guest star: Suraj Sharma (Aayan Ibrahim), Michael O'Keefe (John Redmond), Maury Sterling (Max Piotrowski), Emily Walker (Proprietaria), Terry Maratos (Dick) e F. Murray Abraham (Dar Adal).
- Ascolti USA: telespettatori 1 223 000[4]

## Il coordinatore
- Titolo originale: Iron in the Fire
- Diretto da: Michael Offer
- Scritto da: Patrick Harbinson

### Trama
Carrie scopre che il sospettato nel video è Farhad Ghazi, un criminale che lavora per l’ISI, e coinvolge Saul per poterlo rintracciare mentre Aayan, dopo essere tornato da Kiran senza riuscire a recuperare la borsa che conteneva alcune medicine, si reca da Carrie al fine di ottenere una somma di denaro e poi confermarle che vi era proprio Ghazi tra coloro che l’avevano minacciato. Nel frattempo, la funzionaria dell'intelligence pakistana Tasneem Qureishi contatta il marito dell'ambasciatrice, il professore di scienze politiche all'università Quaid-I-Azam Dennis Boyd,  per costringerlo a collaborare per non rivelare all'FBI il furto e la successiva divulgazione delle informazioni contenute nel computer di sua moglie, scoprendolo pertanto come la fonte di Sandy. Saul chiede al suo contatto, il generale in pensione Bunran Latif, un incontro con il capo antiterrorismo dell'ISI Aasar Khan per scoprire perché i servizi siano stati coinvolti nella vicenda ma l’uomo se ne va spazientito, offeso dal tono inquisitorio del suo interlocutore che sospetta comportamenti ambigui se non addirittura ostili. Con l’aiuto di Max, Fara segue a distanza Aayan per le vie del centro fino ad un ospedale dove lavora l’infermiera a cui ha consegnato i soldi in cambio di nuove medicine: Aayan poi raggiunge una madrassa, dove viene rivelato che suo zio è sopravvissuto all'attacco aereo. Mentre Carrie e Quinn controllano i movimenti di Ghazi, dopo avergli clonato il cellulare nel suo appartamento, Fara li avverte che hanno scoperto Haqqani ancora vivo: Carrie conclude allora che i talebani possano aver organizzato la sua morte per evitare la sorveglianza della CIA. 
- Durata: 53 minuti
- Guest star: Suraj Sharma (Aayan Ibrahim), Michael O'Keefe (John Redmond), Mark Moses (Dennis Boyd), Maury Sterling (Max Piotrowski), Raza Jaffrey (Aasar Khan), Nimrat Kaur (Tasneem Qureshi), Art Malik (Bunran Latif), Numan Acar (Haissam Haqqani), Shavani Seth (Kiran).
- Ascolti USA: telespettatori 1 349 000[5]

## La confessione
- Titolo originale: About a Boy
- Diretto da: Charlotte Sieling
- Scritto da: Meredith Stiehm

### Trama
Per arrivare ad Haqqani, Fara conduce Aayan da Carrie, la quale lo ospita in una casa sicura e finisce per sedurlo e manipolarlo, allo scopo di guadagnarsi la sua totale fiducia, per poi farsi confessare che l'uomo è ancora vivo ma che è molto malato. Dennis, che parallelamente sta affrontando una crisi coniugale con sua moglie per poi confidarsi sulla questione con Redmond nel bar di un hotel frequentato da americani, viene incaricato da Tasneem di intrufolarsi nell'appartamento di Carrie in ambasciata per poter scoprire qualcosa su di lei, fotografando dunque nel bagno le sue medicine. Nel frattempo, Fara sorveglia assieme a Quinn un anziano chierico visto assieme ad Haqqani nei pressi della madrassa per poi pedinarlo di notte mentre si dirige con la sua auto verso il territorio controllato dai talebani. Contemporaneamente, Khan informa Tasneem dell'incontro avuto con Saul e pertanto la donna farà in modo di sfruttare Ghazi per evitare ulteriori indagini: infatti l'uomo, fingendo di partire per il Sudafrica, viene incaricato di spingere Saul in una trappola proprio mentre fa il check-in all'aeroporto per tornare a casa. Dopo aver chiamato Quinn per avvertirlo della sua presenza nell'area di imbarco, Saul viene sopraffatto dagli agenti pakistani dentro una toilette, portato fuori dall'aeroporto incosciente ed infine caricato nel bagagliaio dell'auto del chierico che sta attraversando il confine talebano. 
- Durata: 47 minuti
- Guest star: Suraj Sharma (Aayan Ibrahim), Michael O'Keefe (John Redmond), Mark Moses (Dennis Boyd), Raza Jaffrey (Aasar Khan), Nimrat Kaur (Tasneem Qureshi).
- Ascolti USA: telespettatori 1 523 000[6]

## Operazione Haqqani
- Titolo originale: From A to B and Back Again
- Diretto da: Lesli Linka Glatter
- Scritto da: Chip Johannessen

### Trama
Carrie consegna ad Aayan un passaporto per Londra e il ragazzo, dopo aver involontariamente incontrato Kiran, si prepara a partire per vivere una nuova vita con una nuova identità: in realtà, la donna ha progettato di inscenare una rapina con i suoi agenti per far fuggire il ragazzo dalla casa sicura, che poi Fara dovrà ripulire per eliminare ogni traccia. Aayan prende dunque un autobus per raggiungere Haqqani ma rimane bloccato ad un checkpoint militare che lo costringe a proseguire a piedi mentre Carrie, Redmond e Max lo controllano con un drone armato tramite il localizzatore inserito nel suo passaporto. Nel frattempo, Dennis continua a spiare dall'interno l’intero ufficio della CIA, affinché possa fornire informazioni segrete e private a Tasneem che in seguito avvisa Haqqani. Nello stesso tempo, nell'area montagnosa controllata dai talebani, gli uomini di Haqqani hanno preso Saul, che viene mostrato come prigioniero al fine di proteggere Haqqani da eventuali raid, mentre Haqqani incontra Aayan e lo incolpa per essere stato seguito da un drone, mettendolo pertanto in serio pericolo. Il capo talebano uccide il ragazzo con un colpo alla testa e poi scappa in uno dei tre pick-up in diverse direzioni, senza che la CIA sia sicura di quale veicolo si tratti. Dopo aver scoperto che Saul non ha mai preso l’aereo per tornare in patria e che Ghazi non è mai uscito dalla città, Quinn raggiunge il resto del team e poi revoca l'ordine di Carrie, quando ha ormai perso il controllo di sé, di colpire Haqqani per non uccidere anche Saul.
- Durata: 48 minuti
- Guest star: Suraj Sharma (Aayan Ibrahim), Michael O'Keefe (John Redmond), Mark Moses (Dennis Boyd), Maury Sterling (Max Piotrowski), Numan Acar (Haissam Haqqani), Nimrat Kaur (Tasneem Qureshi), Shavani Seth (Kiran).
- Ascolti USA: telespettatori 1 535 000[7]

## Lo scudo umano
- Titolo originale: Redux
- Diretto da: Carl Franklin
- Scritto da: Alexander Cary

### Trama
Tasneem ritira presso una farmacia delle pillole alterate da sostituire con quelle di Carrie, in modo tale che Dennis possa in seguito alterare la sua cura, mentre l'ambasciatrice Boyd accoglie il direttore Lockhart, che è sopraggiunto per negoziare il rilascio di Saul. All'incontro con i vertici pakistani, l'ambasciatrice chiede la loro collaborazione ma Lockhart accusa direttamente il governo, l'ISI e l'esercito di averne favorito il sequestro e infine ricatta direttamente il ministro degli Esteri con la minaccia di revocare il pacchetto di aiuti per due miliardi stanziato dagli USA per il Pakistan. L'ambasciatrice scrive una lettera di dimissioni, delusa dall'intervento di Lockhart, per essere stata ignorata dalla Casa Bianca nella scelta della linea politica da adottare e poi lo informa che il ministro farà nuovamente visita in ambasciata per ridiscutere le misure per il recupero di Saul. Dopo aver ingerito le nuove pillole, Carrie si prepara ad andare in aeroporto per controllare insieme a Quinn e Aasar Khan le riprese interne per scoprire com'è avvenuto il sequestro di Saul: tuttavia non ci sono registrazioni che riportino il momento dell'avvenuto sequestro e Carrie, sempre più stordita dai farmaci manomessi, accusa il personale aeroportuale di aver occultato le prove. Nel contempo, Carrie sta cercando anche di rintracciare l'infermiera che ha fornito le medicine ad Aayan per capire di che malattia soffre Haqqani ma, dopo essere giunta all'ospedale, scopre che è scomparsa da due giorni e decide allora di parlare con Kiran. Contemporaneamente Haqqani sta facendo ritorno a casa, riabbracciando moglie e figli e, una volta seduti a tavola per il pranzo, Saul fa riferimento all'attentato alle Torri Gemelle dell'11 settembre per giustificare la loro presenza sul suolo islamico; Haqqani si difende dissociandosi da quanto avvenuto ma Saul ribatte che gli americani sono intervenuti solo per uccidere quei terroristi direttamente responsabili, evidenziandone la visione distorta dell'Islam per gli orrori da loro commessi. Mentre Lockhart, Quinn e Redmond architettano un'azione di salvataggio, Haqqani consuma rapporti sessuali con la moglie sotto gli occhi di Saul che, ammanettato, è costretto a fare da "scudo umano" in ogni momento della giornata. Dopodiché Haqqani e Saul si allontanano in macchina verso le aree tribali dell’Afghanistan e poi, mentre Haqqani gli dice che verrà liberato in cambio di altri prigionieri con l'obiettivo di riconquistare il paese, Saul viene rinchiuso ed incatenato dentro una cella. Carrie, ormai in preda a vere e proprie allucinazioni dopo aver picchiato Quinn che tentava di fermarla, fugge dall’ospedale e successivamente finge di sparare ad una macchina che pensava la stesse pedinando per poi essere arrestata dalla polizia. Un’altra forte allucinazione nella sua mente la ritrae in una casa, nella quale viene lasciata dagli agenti che l'hanno fermata in strada e dove "ritrova" Brody: Carrie decide di credere a quello che sta vedendo, lo accarezza e lo bacia felice ma in realtà l'uomo che ha di fronte non è Brody bensì Aasar Khan.
- Durata: 51 minuti
- Special guest star: Damian Lewis (Nicholas Brody).
- Guest star: Michael O'Keefe (John Redmond), Numan Acar (Haissam Haqqani), Maury Sterling (Max Piotrowski), Raza Jaffrey (Aasar Khan), Mark Moses (Dennis Boyd), Nimrat Kaur (Tasneem Qureshi), Art Malik (Bunran Latif), Shavani Seth (Kiran), Alex Lanipekun (Hank Wonham).
- Ascolti USA: telespettatori 1 545 000[8]

## Scambio di prigionieri
- Titolo originale: Halfway to a Donut
- Diretto da: Alex Graves
- Scritto da: Chip Johannessen

### Trama
Carrie si risveglia nella casa di Aasar Khan senza ricordare come ci sia finita e senza sapere se fidarsi o meno di lui ma la donna si accorge che le sue medicine sono state sostituite con delle pillole avvelenate e il colonnello nega ogni suo coinvolgimento. Carrie sta per tornare dunque all'ambasciata, dove si tiene l'ennesimo incontro diplomatico con i pakistani e, durante le discussioni viene trasmesso un messaggio video in diretta dalla prigione di Saul. Egli implora gli USA di non intraprendere alcun accordo con Haissam Haqqani, il quale compare poco dopo chiedendo uno scambio di prigionieri ma mentre viene riportato in cella, Saul attacca le sue guardie e riesce ad afferrare un chiodo, che usa successivamente per liberarsi dalle catene. Dopodiché l'uomo si impicca con queste ultime, attirando una guardia nella cella, la quale poi viene strangolata. Saul scappa sulle colline vicine e chiama Carrie con il cellulare rubato: iniziata l'operazione di esfiltrazione, Quinn indica a Saul un negozio di alimentari nel centro abitato più vicino, Makin, dove è presente una risorsa pakistana della CIA di nome Azam Shah che può accoglierlo. In una conversazione privata, Saul dice a Carrie che si rifiuta di finire nuovamente nelle mani del nemico e le chiede di promettergli che un drone colpirà immediatamente se la sua ricattura sarà imminente. All'incontro successivo con la delegazione, Carrie è insospettita dall'atteggiamento calmo dei pakistani e capisce che sanno dove sia Saul: la donna corre nella stanza delle operazioni per rintracciarlo ma nel frattempo, le squadriglie di talebani iniziano a circondare Makin e bloccano il piccolo bus in arrivo con a bordo le unità speciali statunitensi. Saul viene condotto da Carrie verso un ospedale a sud ma si ferma in un giardino e, accorgendosi di essere circondato, si punta una pistola alla gola ma la donna lo convince a non premere il grilletto, insistendo sul fatto che il piano di salvataggio sia ancora attuabile. Carrie non ha altra scelta se non fare in modo che Saul esca allo scoperto, dove viene subito catturato e portato via dai talebani: Saul è profondamente turbato ed arrabbiato quando si rende conto che lei l'ha intenzionalmente spinto verso le forze nemiche per salvargli la vita. Dopo aver assistito alla fallita operazione, il direttore Lockhart ritorna allora nella sala conferenze e dichiara che gli USA accetteranno i termini di Haqqani per lo scambio di prigionieri. Nello stesso tempo, Aasar Khan vede Tasneem parlare e passare una nota a Dennis e di conseguenza, scesa la notte, Carrie viene svegliata da una sua chiamata, invitandola ad incontrarlo segretamente. Durante l'incontro, il colonnello ripete ancora una volta alla donna che non è stato lui a manomettere i suoi farmaci per poi informarla che lo scambio è invece opera di Dennis, ovvero l’infiltrato che sta lavorando contro di lei.
- Durata: 49 minuti
- Guest star: Mark Moses (Dennis Boyd), Raza Jaffrey (Aasar Khan), Nimrat Kaur (Tasneem Qureshi), Michael O'Keefe (John Redmond), Numan Acar (Haissam Haqqani), Art Malik (Bunran Latif).
- Ascolti USA: telespettatori 1 663 000[9]

## L'agguato
- Titolo originale: There's Something Else Going On
- Diretto da: Seith Mann
- Scritto da: Patrick Harbinson

### Trama
Cinque talebani, che appartengono alla struttura di comando afghana di Haqqani, verranno dunque scambiati con Saul, che è amareggiato per la decisione presa dai suoi ex colleghi e si oppone in tutti i modi alla resa. Lo scambio di prigionieri tra la CIA e i talebani, mediato dall’ISI e dal ministro degli Esteri pakistano, avviene pertanto l’indomani mattina su una pista abbandonata dell'aeroporto di Islamabad. Dopo aver promesso a Mira di riportarlo a casa sano e salvo, Carrie riesce a convincere il refrattario Saul a non morire assieme al bambino che accanto a lui indossa una cintura esplosiva ma sulla via del ritorno, l'intero convoglio della CIA viene colpito nelle vie del centro con dei lanciarazzi RPG. L’attacco è di fatto un diversivo di Haqqani che, assieme ad una squadra di combattenti talebani, sta intanto penetrando all’interno dell'ambasciata attraverso un tunnel sotterraneo grazie alle informazioni fornite da Dennis a Tasneem. Dennis, nel frattempo, viene interrogato da Redmond e inizialmente nega di essere stato lui la fonte di Sandy nonché la talpa nella sede diplomatica ma Carrie, con tutte le prove in mano, lo accusa formalmente di tradimento trattenendolo in una stanza fino all’arrivo di sua moglie. L’ambasciatrice Boyd scopre in seguito che suo marito ha intenzione di lasciare frettolosamente la residenza e decide pertanto di metterlo agli arresti in via precauzionale: ma solo dopo aver saputo dell'imminente invasione dell'edificio, egli ammetterà davanti alla moglie la sua piena colpevolezza nell’aver fornito preziose informazioni al nemico.
- Durata: 47 minuti
- Guest star: Sarita Choudhury (Mira Berenson), Mark Moses (Dennis Boyd), Michael O'Keefe (John Redmond), Nimrat Kaur (Tasneem Qureshi), Art Malik (Bunran Latif), Raza Jaffrey (Aasar Khan), Alex Lanipekun (Hank Wonham), Numan Acar (Haissam Haqqani).
- Ascolti USA: telespettatori 1 774 000[10]

## 13 ore a Islamabad
- Titolo originale: 13 Hours in Islamabad
- Diretto da: Dan Attias
- Scritto da: Alex Gansa e Howard Gordon

### Trama
A differenza di Aasar Khan, che pensa che gli americani non siano nemici, Tasneem invece si assicura che i membri del convoglio della CIA finiti in mezzo ad una sparatoria con i cecchini di Haqqani ricevano i rinforzi promessi il più tardi possibile mentre l'altro gruppo di talebani incontra invece poca resistenza nell'ambasciata, poiché Lockhart ha inviato quasi tutti i Marines in risposta all'attacco. Di conseguenza, Haqqani e i suoi combattenti cercano una valigetta che contiene l'elenco dei nomi degli informatori che spiano i talebani e i loro alleati per conto degli USA e così Lockhart con la valigetta, l'ambasciatrice Boyd, suo marito Dennis e altri impiegati si rifugiano in una camera blindata. Haqqani minaccia tuttavia di uccidere uno dopo l'altro gli ostaggi statunitensi se non gli viene consegnata la valigetta e alla fine Lockhart si arrende mentre anche Fara con altre 34 persone vengono giustiziate. In quel momento, Quinn interviene con l'aiuto di un Marine, uccide alcuni talebani e ferisce Haqqani, che riesce comunque a fuggire con la valigetta dopo aver fatto esplodere dietro di sé il tunnel. Il convoglio, che ha subito la perdita di Redmond, ottiene finalmente l'aiuto dai militari pakistani dopo un notevole ritardo e per Carrie è ora chiaro che l'assalto era l'obiettivo di un piano su larga scala che includeva anche l'assassinio di Sandy. In risposta all'attacco, il Presidente degli Stati Uniti interrompe dopo quattro ore le relazioni diplomatiche con il Pakistan, invia la Quinta Flotta nel Golfo e dispone l’evacuazione del personale superstite dal Paese. Quinn, ormai senza più l’immunità diplomatica, si oppone all'ordine presidenziale e inizia la sua personale ricerca di Haqqani dopo aver insistentemente interrogato Saul, il quale sembra mentire di proposito riguardo a numerosi dettagli sulla sua prigionia. Quinn lascia dunque l’ambasciata di nascosto e, dopo aver seminato alcuni agenti dell’ISI presso un mercato, rapisce Ghazi per estorcergli informazioni utili. L’ambasciatrice Boyd intende, dal canto suo, incriminare Dennis per alto tradimento ma lui desidera suicidarsi per salvarle la carriera e la reputazione salvo poi ricredersi.
- Durata: 45 minuti
- Guest star: Numan Acar (Haissam Haqqani), Mark Moses (Dennis Boyd), Nimrat Kaur (Tasneem Qureshi), Raza Jaffrey (Aasar Khan), Maury Sterling (Max Piotrowski), Michael O'Keefe (John Redmond).
- Ascolti USA: telespettatori 1 947 000[11]

## La bomba
- Titolo originale: Krieg Nicht Lieb
- Diretto da: Clark Johnson
- Scritto da: Alexander Cary & Chip Johannessen

### Trama
Carrie rimane invece a Islamabad con un piccolo team di dipendenti della CIA e cerca di rintracciare Quinn, il cui piano crede sia senza speranza, chiedendo aiuto ad Aasar Khan quando all’improvviso, rimane visibilmente scioccata non appena riceve la notizia dalla sorella Maggie della morte di suo padre Frank a causa di un ictus. Quinn, nel frattempo, viene ospitato ed aiutato dalla sua ex amante Astrid, che lavora presso l'ambasciata tedesca, per estrarre informazioni dal cellulare di un talebano ucciso usando le risorse della sua sede diplomatica. Quinn, dopo essersi liberato di Carrie che è risalita a lui grazie ad una soffiata di Max, individua Haqqani presso una palazzina di Rawalpindi in seguito a numerosi appostamenti e si appresta a costruire un tubo bomba artigianale pieno di esplosivo al plastico allo scopo di eliminarlo. Successivamente, invia le foto dell’esecuzione di Aayan all’ospedale dove lavora Kiran per poterla incontrare in un appartamento e convincerla a collaborare per vendicare la sua morte. Assicurandosi che il fotogramma dell'esecuzione del ragazzo sia pubblicato su Internet, Quinn fa allora manifestare gli studenti e molte altre persone arrabbiate davanti all'edificio in cui si trova Haqqani per consentirgli, prima dell’arrivo delle forze dell’ordine, di posizionare inosservato la bomba sotto al marciapiede di fronte. Carrie si trova in mezzo alla folla per costringere Quinn ad interrompere il suo piano, quando Haqqani passa indenne vicino all'edificio in mezzo ai suoi sostenitori: Aasar Khan riesce ad impedire a Carrie di sparare a bruciapelo ad Haqqani ma poi lei scopre con grande stupore che è proprio Dar Adal l’uomo seduto nella macchina accanto al capo talebano.
- Durata: 44 minuti
- Guest star: Raza Jaffrey (Aasar Khan), Maury Sterling (Max Piotrowski), Nina Hoss (Astrid), Shavani Seth (Kiran), Numan Acar (Haissam Haqqani), Nimrat Kaur (Tasneem Qureshi), Amy Hargreaves (Maggie Mathison), Akshay Kumar (Rahim) e F. Murray Abraham (Dar Adal).
- Ascolti USA: telespettatori 2 110 000[12]

## Il funerale
- Titolo originale: Long Time Coming
- Diretto da: Lesli Linka Glatter
- Scritto da: Meredith Stiehm

### Trama
Carrie è ritornata negli USA alla sua vita quotidiana di madre single per organizzare il funerale di suo padre quando improvvisamente rivede con grande disappunto sua madre Ellen, la quale ha lasciato le sue figlie inspiegabilmente molti anni fa perché il suo matrimonio non funzionava. Saul incontra il Segretario di Stato Joe Crocker nel suo ufficio, che gli propone di tornare alla CIA nuovamente come direttore, dal momento che Lockhart presto perderà il suo posto, ma lui rifiuta chiedendo un qualsiasi altro incarico. Il giorno della cerimonia funebre, Carrie rivede Quinn che le racconta che è fuggito dal Pakistan con l’aiuto dei servizi segreti tedeschi: inoltre, egli le rivela che è innamorato di lei e cerca di convincerla a rinunciare insieme al lavoro che fanno. Saul e Carrie nascondono a Quinn il fatto che Dar Adal fosse seduto nell'auto di Haqqani perché temono che ciò peggiorerebbe la sua attuale visione negativa del suo lavoro. Nel frattempo, Carrie decide di fare visita a sua madre nel Missouri e in questo contesto apprenderà per la prima volta di avere un fratellastro adolescente di nome Tim. Anche Dar Adal cerca di convincere Saul a tornare alla CIA con in mano l'unica copia del video inedito che lo mostra in custodia di Haqqani e gli rivela un accordo fatto con il capo talebano, secondo il quale egli avrebbe accettato di non ospitare più terroristi in Afghanistan se gli USA l'avessero rimosso dalla loro killing list. Quinn, disilluso e deluso dall'incapacità di Carrie di impegnarsi fino in fondo, finisce per accettare una pericolosa missione ad Aleppo allo scopo di eliminare tre obiettivi di alto valore dello Stato Islamico mentre Carrie cerca di scoprire da Dar Adal dove sia finito Quinn ed è arrabbiata e confusa quando l’uomo le rivela dell’accordo stipulato e poi capisce che anche Saul ha finito per accettarlo.
- Durata: 54 minuti
- Guest star: Victoria Clark (Ellen Mathison), Amy Hargreaves (Maggie Mathison), Sarita Choudhury (Mira Berenson), Nimrat Kaur (Tasneem Qureshi), John Getz (Joe Crocker), Mike McColl (Rob) e F. Murray Abraham (Dar Adal).
- Ascolti USA: telespettatori 1 920 000[13]